# Noruega en los Juegos Olímpicos de Roma 1960
Noruega estuvo representada en los Juegos Olímpicos de Roma 1960 por un total de 40 deportistas que compitieron en 11 deportes.  
El portador de la bandera en la ceremonia de apertura fue el atleta Sverre Strandli.

## Medallistas
El equipo olímpico noruego obtuvo las siguientes medallas:
| Nombre                     | Deporte | Competición       |
| -------------------------- | ------- | ----------------- |
| Oro                        |         |                   |
| Peder Lunde Bjørn Bergvall | Vela    | Flying Dutchman M |
| Plata                      |         |                   |
| —                          |         |                   |
| Bronce                     |         |                   |
| —                          |         |                   |